# Тома Ванджел
Тома Вангелов (на сръбски: Тома Ванђел, Тома Ваджел) е сръбски търговец и дарител.

## Биография
Роден е в зъхненското село Алистрат в 1834 година. Според някои сведения е влах.
Пристига в Белград в 1862 или в 1864 година. Отваря магазин за тютюн (дуванджийница) на Сава, на днешната „Караджорджева улица“, точно до Джумрукан (Митницата) и хотел „Крагуевац“. Търговията с тютюн му носи големи приходи, особено когато започва сам да го доставя. Купува и хотел „Булевар“, разположен на ъгъла на днешните улици „Македонска“ и „Брача Югович“.
Участва като артилерист в Сръбско-турската война от 1876 година и Сръбско-турска война от (1877 – 1878).

## Дарителство
Тома Ванджел няма потомство и оставя много пари за благотворителни цели. Хотел „Булевар“ оставя на Сръбското търговско дружество, като с приходите от него да се подпомагат младежи от Македония, които са в Белград, нещо което той прави приживе.
В завещанието си оставя 12 000 динара за изгидането на споменик на загиналите в 1862 година при инцидента при Чукур чешма и паметникът да е дело на сръбски скулптор. В 1931 година завещанието е изпълнено – автор на паметника е видният сръбски скулптор Симеон Роксандич.
Тома Ванджел умира на 9 юли 1906 година в баня Роич в Австрия и по негово желание е погребан в Белград.